# West Brownsville
West Brownsville é um distrito localizado no estado norte-americano de Pensilvânia, no Condado de Washington.

## Demografia
Segundo o censo norte-americano de 2000, a sua população era de 1075 habitantes.
Em 2006, foi estimada uma população de 1037, um decréscimo de 38 (-3.5%).

## Geografia
De acordo com o United States Census Bureau tem uma área de
3,6 km², dos quais 3,3 km² cobertos por terra e 0,3 km² cobertos por água.

## Localidades na vizinhança
O diagrama seguinte representa as localidades num raio de 8 km ao redor de West Brownsville.